# Acontia pallidula
Acontia pallidula là một loài bướm đêm trong họ Noctuidae.